# Отношения Византии с государством Сасанидов

Римско-персидская граница по договору 387-го и 591-го года

Отношения Римской империи и Византии с государством Сасанидов длились почти четыре столетия правления этой династии, от прихода к власти Ардашира I в 220-х годах до падения Йездигерда III в середине VII века, и давно рассматриваются как период ожесточенной вражды между Персией и Римской империей. Появление династии персидского происхождения традиционно интерпретируется как победоносная реакция восточного общества, возмущённого компромиссной политикой чрезмерно эллизировавшихся Аршакидов. Такая интерпретация соответствует как традиционному представлению Сасанидов о себе, как о потомках древних царей Ирана, так и понятиям современных им римлян, которые рассматривали новую династию как наследника Ахеменидов, традиционного врага Классического мира и, следовательно, их самих.
Несмотря на открытые проявления враждебности, две империи сосуществовали рядом, признавая в сопернике равного. Современная историческая наука уделила значительное внимание этому феномену. В последнее время ряд ученых, признавая принципиальный антагонизм двух соперников, нашли убедительные аргументы в пользу поразительного сходства и, следовательно, взаимного влияния в придворных церемониях, искусстве, военном искусстве, в правовых и налоговых учреждениях, Византии и Ирана. Некоторые из них заходят настолько далеко, чтобы серьёзно рассмотреть утверждения средневековых источников, что некоторые из поздних сасанидских правителей — Йездигерд I, Хосров I Ануширван, и особенно Хосров II Парвиз, тайно приняли христианство, а также рассматривают явную склонность к монотеизму в Иране под христианским влиянием, в конечном счете способствовавшую победе ислама.
В связи с противоречивым и не вполне достоверным характером доказательств и тем фактом, что почти все черты сходства и взаимного влияния по-прежнему серьёзно оспариваются там, где они не были отвергнуты, и поскольку влияние слишком часто постулируется на основе логического сходства, а не на основе доказанных исторических контактов, многие аспекты византийско-сасанидских отношений остаются к настоящему времени открытыми.

## Войны
Хотя столкновения между Римской империей и Византией с одной стороны и государством Сасанидов с другой происходили на протяжении четырёх веков, значительных территориальных приобретений ни одна из сторон добиться не смогла, поскольку обе державы были вынуждены вести одновременно с рассматриваемыми конфликтами другие войны на своих границах, а также решать сложные внутренние проблемы. Основные операции происходили в приграничных областях — Армении и Месопотамии — где города, укрепления, провинции часто захватывались, подвергались разграблению и переходили из рук в руки. После того, как во II веке произошло смещение границы на востоке, когда она стала проходить по верхнему течению реки Тигр, а не реки Евфрат, было ещё несколько периодов, когда граница была локально стабильна достаточно продолжительное время в северной своей части, в Армении и на Кавказе.
Потери ресурсов, затраченных во время римско-персидских войн, в конечном счёте оказались катастрофическими для обеих империй. Конец этим войнам положила третья сторона — Арабский халифат. Арабские завоевания сокрушили Иран в середине VII века и переросли в арабо-византийские войны в VII—X веках.

## Мирное сосуществование

### Приграничные контакты
Практически не подвергается сомнению наличие контактов и возможностей коммуникации, о чём существует большое количество источников. Не может быть никаких сомнений, что вражда не изолировала две империи друг от друга. В течение всего периода взаимного сосуществования границы постепенно становились всё более определёнными. Сначала путём устранения гибридных полуавтономных сиро-месопотамских приграничных государств, таких как Пальмира, Хатра и Эдесса к концу III века, через раздел буферного армянского царства в 387 году, и окончательного поглощения автономных сатрапий вдоль Евфрата, зафиксированного в новеллах 536 года Юстиниана I, посвящённых реорганизации управления Арменией. В трактате современника этих событий Прокопия Кесарийского «О постройках» описаны сходные меры двух империй по развёртыванию сложных систем приграничных укреплений. Тем не менее, это постепенное укрепление границ никогда не приводило к хотя бы приблизительно герметичному разделению государств. Военные действия в рассматриваемый период являлись, по преимуществу, набегами на вражескую территорию — в ответ на походы персидских войск к Антиохии, Иерусалиму и даже пригородам Константинополя, византийские войска наносили ответные удары в район сасанидской столицы Ктесифон.
Таким образом, у обеих армий было достаточно возможностей для ознакомления с вражеской территорией. В результате превратностей войны, приграничные зоны, в частности города Дара, Амида, Нисибис, а также значительную часть разделенной Армении, находились попеременно под персидским и византийским господством. Их население говорило на одних языках — армянском на севере, сирийском на юге — и следовало одним и тем же обычаям. Сироязычные епископы имперской Месопотамии или Осроены лучше понимали своих коллег в персидском Нисибисе или Ктесифоне, чем своих греческих собратьев, в чьих соборах они могли принимать участие только через переводчиков. Приграничные контакты между двумя государствами были настолько интенсивны до реализации юстиниановской программы укрепления границ, что Прокопий ещё мог вспомнить времена, когда

### Миграционные процессы
Информация распространялась также через различные формы обмена населением. Заключенные выкупались в периоды перемирия и мирных переговоров. Огромное количество сирийцев были принудительно переселены Шапуром I, Шапуром II и Хосровом I в новые города Гундишапур и Вех-Ардашир, которым требовалось квалифицированное население. Шелкоделы в период государственной монополии на производство шёлка в период правления Юстиниана мигрировали добровольно
в Персию в поисках работы. Другие ремесленники были посланы самим византийским императором работать над дворцом Ктесифона. Пометки греческих каменщиков на памятниках резиденции Шапура I в Бишапуре свидетельствуют о наличии таких рабочих, а их потомки в последующие века достигали высоких постов. Благодаря персидским наемникам, служившим в имперской армии, и другим зороастрийцам, проживавшим на византийской территории, были адресованы положения мирных договоров, гарантировавшие им религиозные свободы. Что же касается христианских беженцев, то они были жертвами нетерпимости с обеих сторон границы — как зороастрийской, так и официального константинопольского православия.
Миграционные процессы затрагивали не только низшие слои общества и достигали придворные круги, где они могли влиять на политику правительства, будь то в качестве обслуживающего персонала Персидского дворца, должностных лиц и сенаторов в Константинополе или через квази-монополию христиан на должность царского врача в Ктесифоне, принадлежащую христианам, несмотря на запреты по отношению к иностранным целителям, сохранившиеся в Денкарте.
Наличие христианских жён в гареме царя царей и убежище, предоставленное Хосровом I языческим философам, вынужденным покинуть Афины после закрытия Юстинианом платоновской Академии в 529 году, уравновешивались приёмом, оказанным при императорском дворе сасанидским претендентам или уважаемому религиозному деятелю, Павлу Персидскому, который излагал свои доктринальные взгляды в присутствии императора Юстина I и давал поучения высоким византийским чиновникам перед своим возвращением на родину, где, возможно, взял на себя обязанности митрополита Низибийского.

### Торговля

#### Борьба за торговые пути
Ардашир I не только пытался захватить римские приграничные районы, но также стремился продвинуться в южную Месопотамию, западные прибрежные районы Персидского залива и восточной Аравии. В первую очередь его интересовала торговля с Индией, и поэтому он пытался установить контроль над мореплаванием в Персидском заливе. Вероятно, уже в начале своего правления Ардашир получил контроль над северной частью восточного побережья Аравийского полуострова. Его деятельность в этом районе причиняла ущерб римским экономическим интересам, а захват важного порта Спасину Харакс угрожал торговому значению Пальмиры, что не могло не осложнить отношения между двумя империями.
Обе державы также боролись за хорошо укрепленный караванный город Хатра, ставший во II веке одним из важнейших арабских центров из-за своего расположения на торговых маршрутах из Нисибиса в Ктесифон. Описанный Геродианом как неприступная крепость, город также являлся важным центром паломничества. Неоднократно пытаясь захватить Хатру, только в середине 240 года, к концу своего правления, Ардашир смог захватить Хатру после двухлетней осады. Эта победа дала персам важное стратегическое преимущество в северной Месопотамии.

#### Шёлк
Ещё одним способом мирного взаимодействия двух империй была торговля, возможность которой обеспечивалась периодически возобновляемыми торговыми соглашениями, важнейшим из которых было касающееся поставок китайского шёлка-сырца, необходимого византийской индустрии роскоши. Необходимость изготовления шёлковых изделий для двора требовала искать пути обойти тщательно оберегаемую монополию Персии на поставку этого сырья. Несмотря на все дипломатические попытки, доставить и акклиматизировать в Сирии доставленных контрабандным путём шелковичных червей удалось только после 552 года.
Необходимо отметить, что все торговые контакты, как правило, происходили в нескольких приграничных городах, в которых находились таможенные пункты и собирались пошлины: Каллиник на римской стороне, Нисибис в Месопотамии и Арташат в персидской части Армении. Купцам было запрещено торговать в других местах из соображений безопасности. Тем не менее, взаимные отношения между торговцами двух стран устанавливались, как на частном уровне, так и на государственном. Заключенный в 561 году мирный договор предусматривал создание совместной комиссии для контроля за контрабандой и улаживания международных инцидентов.

### Межхристианские связи
Как и следовало ожидать, в результате сасанидской переселенческой политики в Персии образовались крупные христианские общины не только в приграничных районах, но и в большинстве иранских городов. Месопотамские епископы регулярно выступали в качестве полномочных представителей обеих сторон, занимаясь выкупом единоверцев и поддерживая контакты с общинами, находящимися за границей. Христианские священники из Персии, такие как будущий Патриарх Селевкии-Ктесифона Мар Аба I, создатель армянского алфавита Месроп Маштоц или армянский ученый Анания Ширакаци, отправлялись в византийские города изучать греческий язык и совершенствовать своё образование. В то же время православные, несториане и монофизиты постоянно пересекали границу, распространяя свою веру и совершая посвящения епископов.
Как уже отмечалось, преследуемые меньшинства систематически искали убежище на территории противника. С интеллектуальной точки зрения наиболее значительный такой переход произошёл в результате закрытия в 489 году императором Зеноном богословской школы, расположенной в Эдессе. После издания императорского указа, направленного против неприемлемого для византийского двора несторианства, интеллектуальный и духовный центр этого течения христианства переместился в персидский Нисибис. Сосланные ученые постарались не только воссоздать своё учебное заведение для перевода греческих религиозных и философских текстов, но и основывали свои школы по всей прилегающей области. Аналогичное значение имела большая медицинская школа, основанная несторианскими беженцами в Гундишапуре, пережившая сасанидское государство.
Связи между христианскими общинами были так тесны, что персидские власти рассматривали их, и вероятно, не без основания, как потенциально нелояльные шпионские гнёзда. Предпринимавшиеся неоднократно попытки официальной Церкви Востока отмежеваться от Византии и подчеркнуть свои разногласия с Константинопольской доктриной, все заверения персидских церковных соборов в лояльности шахиншаху не смогли сломить общепризнанного предубеждения, что любой христианин является сторонником Византийской империи. Преследования, как правило, следовали за возобновлением военных действий между двумя империями.

### Дипломатические отношения
На самом высоком официальном уровне взаимные контакты поддерживались с помощью специально разработанного дипломатического протокола. Посольства разъезжали постоянно туда и обратно не только для обсуждения перемирия и ведения мирных переговоров, но и для официального уведомления о восшествии на престол новых правителей даже во время войны. Эти послы, как правило подчинялись сложным правилам вежливости, поскольку несоблюдение стандартного церемониала рассматривалось как преднамеренное пренебрежение. Переговоры часто проходили на границе, но положениями мирного договора 562 года, завершившего Лазскую войну, предусматривалось, что послы могли на своём пути воспользоваться ускоренной перевозкой с помощью поддерживаемой в обоих империях системы государственной почтовой службы.
Совместные действия предпринимались двусторонней торговой и судебной комиссиями, предпринимались меры по совместной обороне Кавказских горных проходов от набегов северных кочевников, угрожавших обеим государствам. Двуязычный корпус переводчиков проверял точность текстов договоров, подписываемых государями держав.

#### Помощь Хосрову II
Политическая система, выстроенная Хосровом I, оказалась недостаточно прочной, и в результате мятежа Бахрама Чубина сын Хосрова, Ормизд IV, был свергнут, а шахом был провозглашён сын последнего, Хосров II. Неудовлетворённый результатами мятежа, Бахрам выступил против нового правителя, и в результате Хосров был вынужден бежать из страны. Шаху и его свите едва удалось уйти от погони, которая прекратилась только когда беглецы ступили на византийскую землю. В позднейших мусульманских источниках приводятся противоречивые сведения о маршруте Хосрова в христианских землях, завершившимся в Эдессе. Оттуда он направил в Константинополь посольство с просьбой о предоставлении военной помощи против узурпатора. Рассмотрение этой просьбы было передано сенату.
Для того, чтобы получить требуемое, Хосрову пришлось пойти на ряд территориальных и политических уступок. Согласно рассказу Феофилакта Симокатты, он пообещал вернуть римлянам Мартирополь и Дару, отказаться от Армении, прекратить военные действия и заключить мир. Также ему пришлось отказаться от получения дани, выплачиваемой Византией его предкам. В результате Хосрову была предоставлена армия в 40 000 человек, на содержание которой было выделено 40 кентинариев золота. Вместе с присоединившимся во время похода армянскими и персидскими отрядами, общая численность войска достигла 60 000 солдат. В нескольких сражениях Бахрам потерпел тяжёлые поражения и бежал к тюркам.
Захваченной добычи хватило, чтобы щедро вознаградить войско, возвратить в двойном размере долг, и послать щедрые подарки императору Маврикию. Весной 591 года был заключен мир, в котором Хосрову пришлось выполнить все взятые ранее обязательства. После того, как основная армия была возвращена, Хосров попросил у Маврикия тысячу воинов для личной охраны, и они ему были предоставлены.

## Спорные вопросы

### Нисибис
Вопрос о принадлежности Нисибиса был одним из ключевых в византийско-иранских отношениях в рассматриваемый период. В 297 году город был захвачен римлянами и удерживался ими в течение 65 лет. С гибелью Юлиана в июне 363 года римский натиск на востоке ослаб, и Иовиан спешно заключил с персами мирный договор, уступив им Нисибис. Согласно сирийской хронике Иешу Стилита, это была временная передача города сроком на 120 лет. Достоверно не известно, было ли на самом деле заключено такое соглашение, однако, когда при Зеноне этот срок истёк, персы город не возвратили. Когда в декабре 491 года Зенон умер, и его преемником стал Анастасий, шах Кавад через своего посла в ультимативной форме потребовал обычную дань. Ответ Анастасия на это требование был отрицательным. В качестве причины отказа называлось невозвращение Нисибиса и то, что Византия в тот период вела войну с варварскими народами.

### Первичные источники
- Геродиан. История императорской власти после Марка. / Пер. А. И. Доватура (кн. 1, 2), Н. М. Ботвинника (кн. 3), А. К. Гаврилова (кн. 4), В. С. Дурова (кн. 5), Ю. К. Поплинского (кн. 6), М. В. Скржинской (кн. 7), Н. В. Шебалина (кн. 8) под ред. А. И. Доватура. Статья А. И. Доватура. // Вестник древней истории. 1972. № 1 — 1973. № 1.
  - Переиздание: Комм. М. Ф. Высокого. Отв. ред. Л. П. Маринович. (Серия «Классики античности и средневековья»). М., Росспэн. 1996. 272 стр. 3000 экз.
- Прокопий Кесарийский. Тайная история // Прокопий Кесарийский. Война с персами. Война с вандалами. Тайная история / Пер., ст., комм. А. А. Чекаловой. Отв. ред. Г. Г. Литаврин. — М.: Наука, 1993. — 570 с. — (Памятники исторической мысли). — ISBN 5-02-009494-3.

### Исследования
на английском языке
- Garsoïan N. Byzantium and the Sasanians // Cambridge History of Iran. — Cambridge University Press, 1993. — Т. 3 (1). — С. 568-592. — ISBN 0-521-20092-X.
- Canepa M. P. The two eyes of the Earth: art and ritual of kingship between Rome. — Univercity of California Press, 2009. — 425 p. — ISBN 978-0-520-25727-6.

на русском языке
- Колесников А. И. Иран в начале VII века. — Л.: Наука. Ленингр. отд-ние, 1970. — Т. 22 (85). — 144 с. — (Палестинский сборник).
- Пигулевская Н.В. Месопотамия на рубеже V-VI вв. н. э. Сирийская хроника Иешу Стилита как исторический источник / Отв. редактор акад. И.Ю. Крачковский. — Труды института востоковедения. — М.‒ Л.: Издательство Академии наук СССР, 1940. — Т. XXXI. — 176 с.
- Пигулевская Н. В. Византия и Иран на рубеже VI-VII вв. / Отв. редактор акад. В.В. Струве. — Труды института востоковедения. — М.‒ Л.: Издательство Академии наук СССР, 1946. — Т. XLVI. — 291 с.

на французском языке
- Christensen A. L'Iran sous les Sassanides. — Copenhague: Levin & Munksgaard, 1944.